# ランドリー・ムレモ
ランドリー・ムレモ（Landry Mulemo 1986年9月17日 - ）は、コンゴ民主共和国 (旧国名：ザイール)の首都キンシャサ出身の元同国代表サッカー選手。現役時代のポジションはディフェンダー（左サイドバック）。

## 経歴

### クラブ
ベルギーのスタンダール・リエージュのユース出身。2004年にシント＝トロイデンVVに期限付き移籍しリーグ戦65試合に出場した。2010-11シーズンはトルコのブカスポルでプレー。2011年にKVコルトレイクに移籍し1年でベルギーに復帰した。2013年、イスラエルのベイタル・エルサレムFCに移籍した。

### 代表
UEFA U-21欧州選手権2007でU-21ベルギー代表としてプレー。北京オリンピックにおいてもU-23ベルギー代表のメンバーに入った。2009年10月コンゴ民主共和国代表から招集を受けるも辞退し、その後ベルギー代表に追加招集された。最終的にコンゴ民主共和国代表からの招集を受諾し2011年にA代表デビュー。2014 FIFAワールドカップ・アフリカ予選の対スワジランド第1戦にも出場した。

## 所属クラブ
- スタンダール・リエージュ 2004-2010

→ シント＝トロイデンVV（期限付き移籍）2004-2007
- ブジャスポル 2010-2011
- KVコルトレイク 2011-2013
- ベイタル・エルサレムFC 2013-2014
- カポシュヴァール・ラーコーツィFC 2014-2015
- KVコルトレイク 2015
- FKヴラズニア 2017
- ビルキルカラFC 2017
- ユニオン・ナミュール 2020

## 代表歴
U-21 ベルギー代表
- UEFA U-21欧州選手権2007 (ベスト4)

U-23 ベルギー代表
- 2008北京オリンピック (4位)

コンゴ民主共和国代表
- 初出場：2011年2月9日 ガボン代表戦

## タイトル
スタンダール・リエージュ
- ジュピラー・プロ・リーグ (2) :  2007-08, 2008-09